# 小田安珠
小田 安珠（おだ あんじゅ、1998年8月3日 - ）は、元青森放送のアナウンサー。身長は170cm。

## 略歴・人物
東京都中央区日本橋出身。跡見学園中学校、日出高等学校、慶應義塾大学文学部人文社会学科民族学考古学専攻卒業。
中学3年生の時に「第38回ホリプロスカウトキャラバン」でファイナリストに選出され、ホリプロのホリプロ・インプルーブメント・アソシエ―ションに所属していた。
2015年に放送されたかっぱ寿司のテレビCMでは女子高生役を演じた。
2018年にミス慶應グランプリ、2020年にはミス日本グランプリを受賞。
2022年4月、青森放送に入社。入社直後にRABニュースレーダーのサブキャスターに就任。
2024年3月31日をもって青森放送を退社。
愛車は三菱・ランサーエボリューションⅨ。

## 担当番組
テレビ
- RABニュースレーダー - サブキャスター（2022年4月4日 - ）、天気予報担当（2022年4月6日 - ）
- 1550ニュースレーダーWith
  - 「Withベジ」コーナー担当（2022年5月2日 - ）
  - 「安珠のみーっけ」コーナー担当
  - 月曜MC（2022年12月5日 - ）
- 東奥日報ニュース

ラジオ
- Sunday Funday（2022年4月10日 - ）
- 東奥日報ニュース

## 関連人物
- 森谷美雲（2020年第52期のミス日本海の日→2021年テレビ金沢アナウンサー）
- 白木愛奈（2018年ミス慶應準グランプリ→2021年静岡朝日テレビアナウンサー）